# Josefikirche Schwanberg

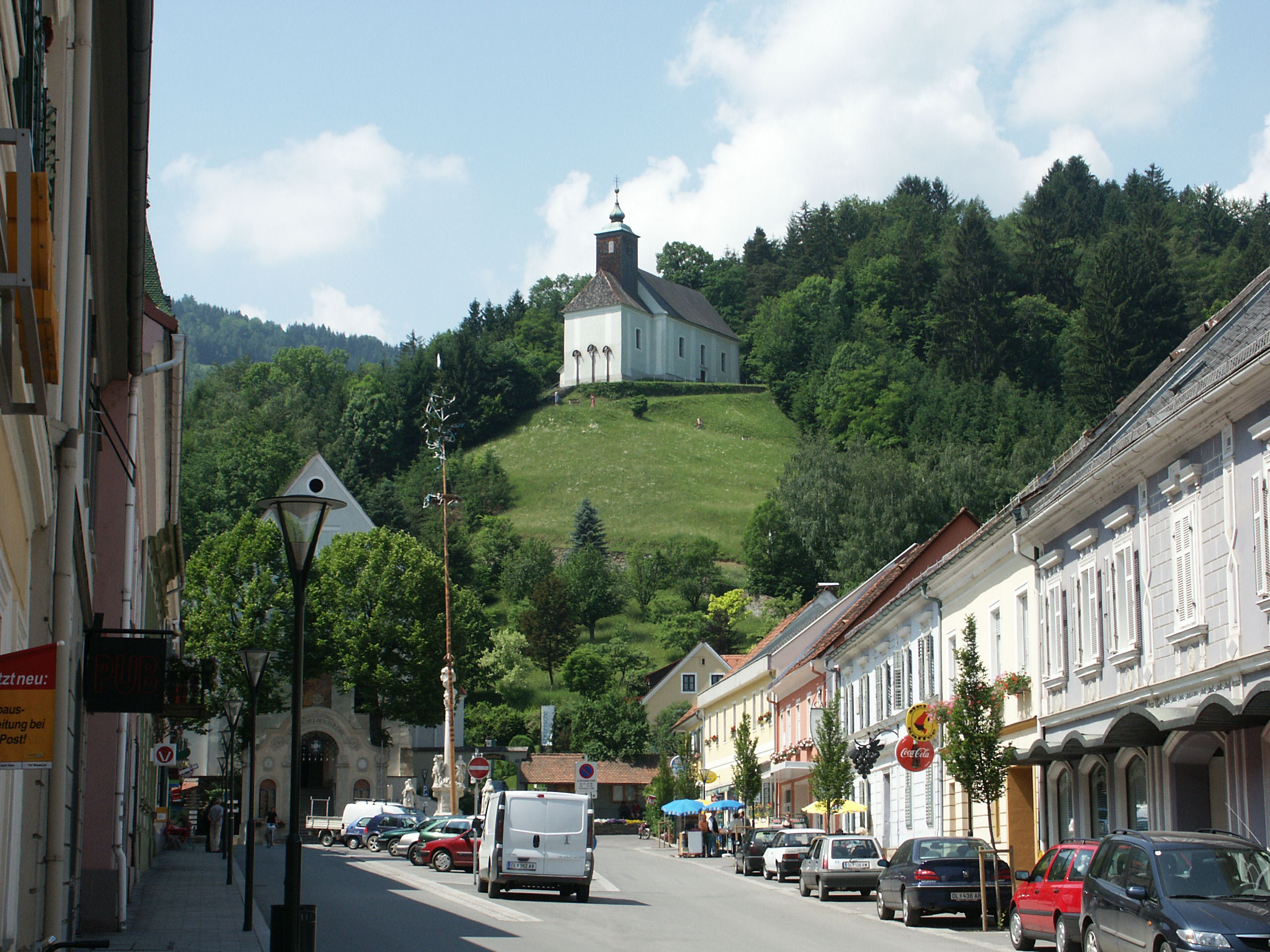
Kath. Filialkirche hl. Josef, Ansicht vom Hauptplatz in Schwanberg

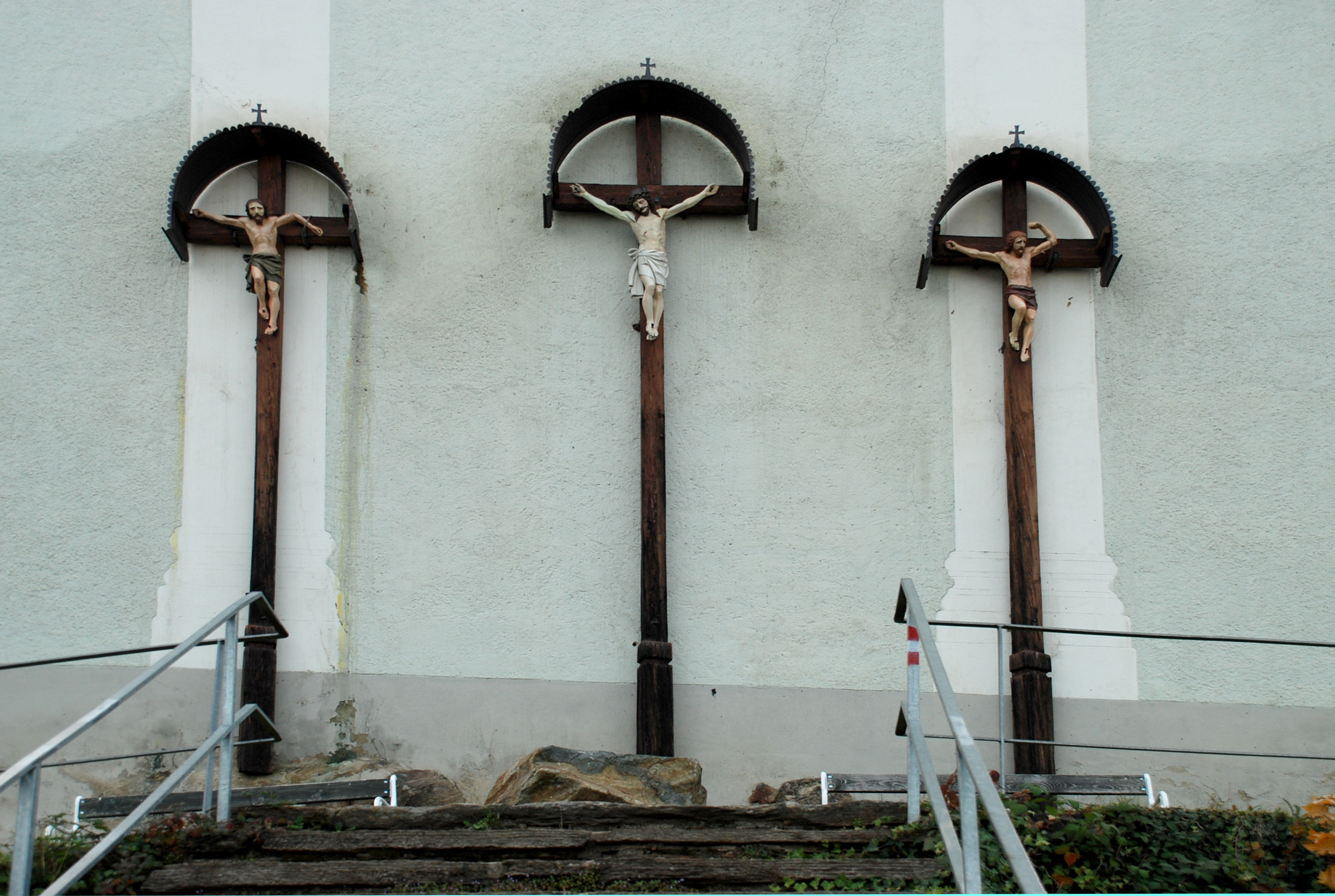
Kreuzgruppe am Chor an der Schauseite zum Ort

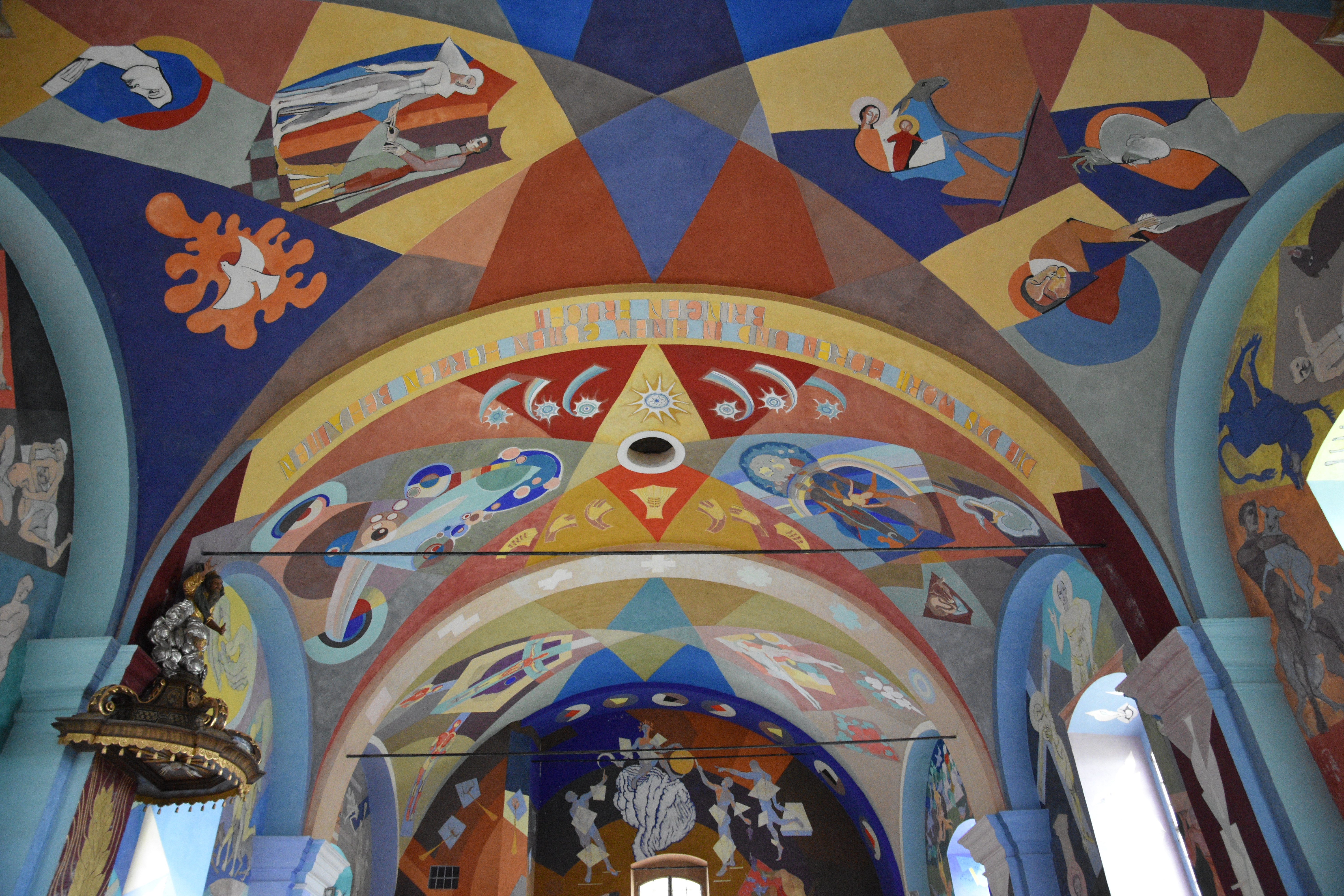
Freskenmalerei bei der Empore

Die römisch-katholische Josefikirche Schwanberg steht auf einer Anhöhe als weithin sichtbares Wahrzeichen des Ortes in der Marktgemeinde Bad Schwanberg im Bezirk Deutschlandsberg in der Steiermark. Die auf den heiligen Josef geweihte Filialkirche der Pfarrkirche Schwanberg gehört zum Dekanat Deutschlandsberg in der Diözese Graz-Seckau. Die Kirche steht unter Denkmalschutz.

## Geschichte
An der Stelle der heutigen Kirche stand ein Wachturm der alten Burg. Unter Verwendung von Resten des Turmes wurde 1685 die Kirche erbaut.
Der Kirchenbau war nach dem Zweiten Weltkrieg baufällig. Der damals neue Pfarrer von Schwanberg, Alois Polaschek, machte die Sanierung zu seiner Aufgabe. Der Maler Jakob Laub begann als 25-Jähriger 1957 mit der Ausgestaltung des Innenraumes der Kirche. Im selben Jahr starb Pfarrer Polaschek, sein Nachfolger Pfarrer Josef Almer ließ noch das zweite und dritte Gewölbe fertigstellen und betrachtete das Projekt als abgeschlossen. 1960 wurde das Deckengemälde eingeweiht, danach ruhten die weiteren Arbeiten, nicht zuletzt, weil das Projekt umstritten war und Schulden der Pfarre nicht weiter anwachsen sollten. Erst Pfarrer Anton Lierzer setzte das Projekt in den 1980er-Jahren fort. Es wurde 1995 fertiggestellt.

## Architektur
An das dreijochige Langhaus mit einem leicht eingezogenen Fronbogen schließt ein rechteckiger Chor an. Der Dachreiter über dem Chor trägt einen Zwiebelhelm. Das Langhaus zeigt außen eine Gliederung mit Pilastern, welche am Chor und bei der Westfassade nur gemalt ausgeführt wurde. Das Westportal zeigt die Jahresangabe 1685.
Der Chor hat ein Kreuzgratgewölbe auf Doppelgurten auf Doppelpilastern. Das Langhaus hat ein Platzlgewölbe auf Gurten auf kräftigen Wandpfeilern mit vorgelegten Pilastern. Die zweijochige Westempore ist dreiachsig. Der Maler Jakob Laub schuf Fresken zur Josephslegende im Gewölbe (1955–1960) und an den Seitenwänden (1981).

## Ausstattung
Die Altäre entstanden 1711 mit dem Tischler Georg Sauer, die Fassungen malte Rosina Theresia Segmüller. Die Statuen am Hochaltar der Heiligen Joachim, Anna, Johannes der Täufer, Elisabeth schuf Johann Baptist Stütz. Das Hochaltarbild hl. Joseph ist mit 1685 datiert. Die Kanzel ist aus dem ersten Drittel des 18. Jahrhunderts. Die Statue hl. Antonius ist aus dem ersten Viertel des 18. Jahrhunderts. Ein Votivbild nennt Andreas de Prettis 1743.
Der Hochaltar wurde renoviert und am 1. Mai 2023 feierlich eingeweiht, weitere Arbeiten (Seitenaltäre, Altarbilder) sind geplant.

## Orgel
Die Orgel baute 1868 Friedrich Werner. Sie ist sein opus 30 und hat sechs Register Die Disposition lautet:
| Manual C–g3 |            |      |
| 1.          | Gedackt    | 8′   |
| 2.          | Prinzipal  | 4′   |
| 3.          | Flöte      | 4′   |
| 4.          | Gamba      | 8′   |
| 5.          | Superoctav | 2′   |
| 6.          | Mixtur II  | 1 ⁄3 |

## Rosenkranzweg
Am Rosenkranzweg vom Ort zur Kirche stehen barocke Passionsfiguren aus der ersten Hälfte des 18. Jahrhunderts. Die Figuren zeigen Christus am Ölberg, Christus an der Geißelsäule, Christus sitzend, Christus das Kreuz tragend und die Schmerzhafte Muttergottes. Der Passionsweg endet mit einer Kreuzgruppe aus dem 19. Jahrhundert vor dem Chorschluss der Kirche.